# La bruja (película de 2015)
La bruja (titulada en inglés The Witch y estilizado como THE VVITCH) es una película estadounidense-canadiense de 2015 del género terror sobrenatural de época, escrita y dirigida por Robert Eggers, en su debut como director. La película está protagonizada por Anya Taylor-Joy en su primer papel en el cine, Ralph Ineson, Kate Dickie, Harvey Scrimshaw, Ellie Grainger y Lucas Dawson. The Witch sigue a una familia puritana del siglo XVII que se encuentra con las fuerzas del mal en el bosque más allá de su granja de Nueva Inglaterra.
Una coproducción internacional de los Estados Unidos y Canadá, la película se estrenó en el Festival de Cine de Sundance el 27 de enero de 2015, y  A24 la lanzó a gran escala el 19 de febrero de 2016. Recibió críticas positivas y fue un éxito de taquilla: recaudó $40 millones de dólares, contra un presupuesto de $4 millones.

## Argumento
En la Nueva Inglaterra de la década de 1630, un hombre llamado William, tras una disputa de carácter religioso con el resto de la colonia puritana donde vive, es expulsado con su familia: su esposa Katherine, su hija Thomasin, su hijo Caleb y los mellizos Mercy y Jonás. La familia desterrada construye una granja a un costado de un extenso y aislado bosque, lejos del asentamiento puritano. Katherine pronto da a luz a su quinto hijo, Samuel. Mientras estaba al cuidado de Thomasin, Samuel desaparece misteriosamente. Después se revela que el bebé fue secuestrado por una bruja que vive en el bosque, quien lo mata y utiliza su sangre y su grasa para preparar un ungüento para volar.
Katherine, desolada por la desaparición de Samuel, pasa los días llorando y rezando. William lleva a Caleb a cazar al bosque, donde el niño se pregunta si su hermano aún no bautizado Samuel habrá ido al Cielo. William, en respuesta, le confiesa que ha vendido la preciada copa de plata de Katherine para comprar artículos de caza. En la granja, los mellizos juegan con el macho cabrío de la familia, llamado Black Phillip, quien, según los niños, les habla. Esa noche, Katherine culpa a Thomasin por extraviar su copa de plata e insinúa que también es responsable por la pérdida de Samuel. Cuando los niños se van a dormir, escuchan a sus padres decir que enviarán a Thomasin a servir a otra familia.
A la mañana siguiente, Caleb y Thomasin se escabullen al bosque para revisar las trampas de caza. De pronto, su perro Fowler que los acompaña sale tras una liebre y Caleb lo sigue corriendo, dejando a Thomasin sobre el caballo asustado, la joven cae al suelo y queda inconsciente. Caleb, ya perdido en medio del bosque, encuentra el cuerpo destripado de su perro. Adentrándose aún más en la espesura, descubre una cabaña misteriosa de la cual sale la bruja disfrazada como una mujer joven y seductora. Thomasin despierta y, guiada por los gritos de su padre que los busca, encuentra el camino a casa. Mientras Katherine increpa a su hija por haber ido al bosque, William admite, a regañadientes, que fue él quien vendió la copa de plata.

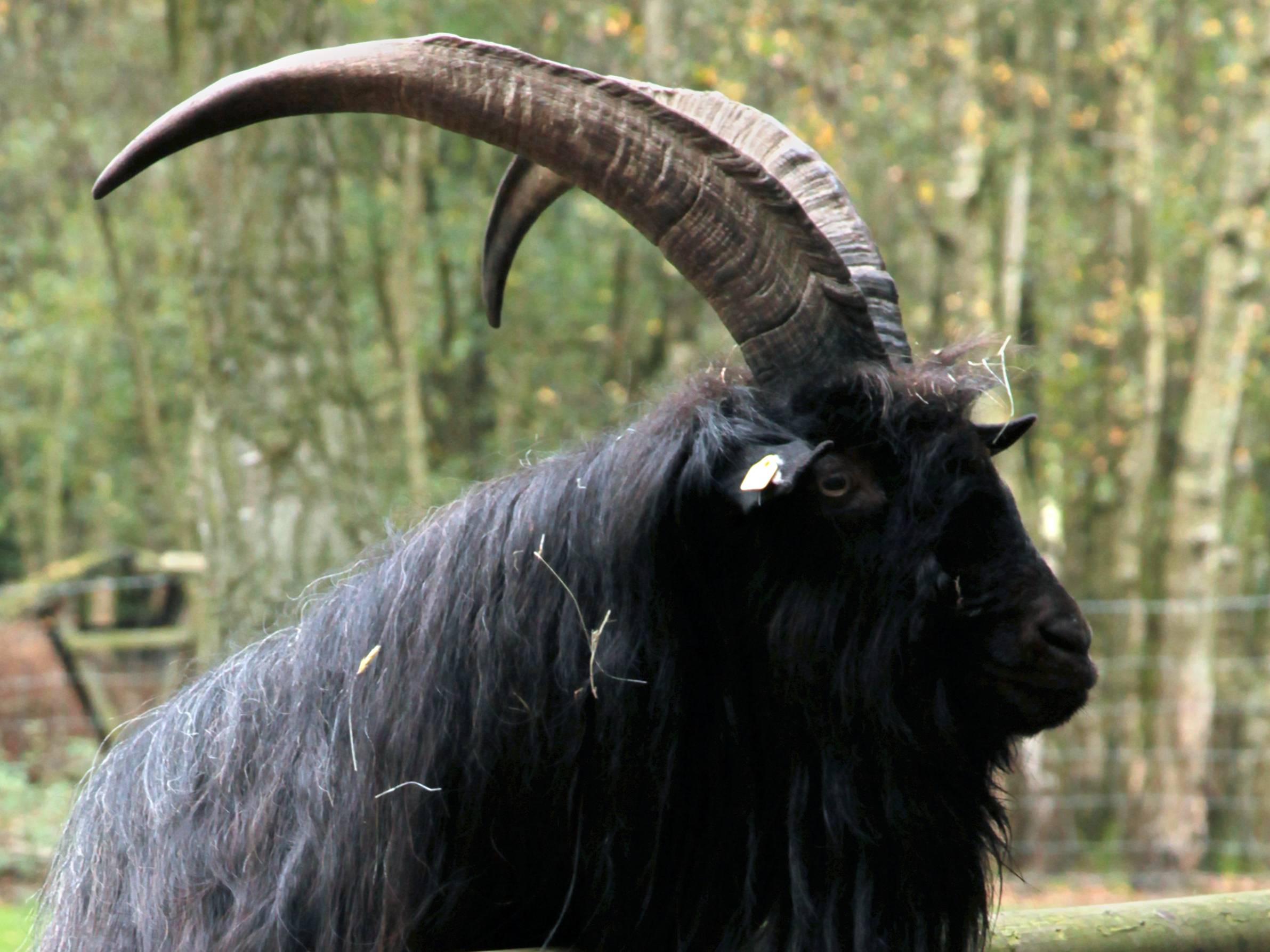
En la película se insinúa que el Diablo toma la forma de un macho cabrío llamado Black Phillip.

Esa noche, Caleb regresa a la granja desnudo, delirante y misteriosamente enfermo. Katherine sugiere que su hijo ha sido víctima de brujería y reza por él. Al día siguiente, Caleb sufre convulsiones violentas y proclama con pasión su amor por Cristo antes de morir pacíficamente. Después de la muerte de Caleb, los mellizos acusan a Thomasin de practicar brujería, pero ella, a su vez, los acusa a ellos dos, revelando la supuesta capacidad que tienen para conversar con el macho cabrío. Airado por el comportamiento de sus hijos, William encierra a Thomasin y a los gemelos en el establo junto a las cabras.
En medio de la oscuridad, los mellizos y Thomasin despiertan y descubren a la bruja bebiendo la sangre de los animales. En la casa, Katherine tiene un delirio sobre el regreso de Caleb con Samuel en brazos. En su sueño, toma al bebé y lo amamanta, pero en realidad es un cuervo que picotea su pecho mientras la mujer ríe histéricamente. Al amanecer, William encuentra el establo destruido, los animales eviscerados, los gemelos desaparecidos y a Thomasin inconsciente con las manos ensangrentadas. Cuando Thomasin despierta, William es atacado y corneado a muerte por Black Phillip. Una Katherine trastornada culpa a Thomasin por todo lo ocurrido. Cuando intenta estrangularla, la muchacha se defiende con un cuchillo y termina matando a su madre.
Ahora sola, Thomasin entra al establo en ruinas y habla con Black Phillip, Thomasin espera respuesta pero cuando está a punto de irse, Black Phillip le contesta con voz humana, revelando que puede tratarse del diablo, que tomando forma humana se le aparece como un hombre alto vestido de negro. Él la convence de que se quite la ropa y firmar en su libro, ofreciéndole a cambio darle la vida que siempre ha deseado. Thomasin acepta y luego se dirige desnuda al bosque acompañada por la cabra negra. Finalmente encuentra a un grupo de mujeres también desnudas alrededor de una fogata celebrando un aquelarre. Thomasin se les une riendo como una maníaca y todas comienzan a levitar.

## Elenco y personajes
- Anya Taylor-Joy como Thomasin
- Ralph Ineson como William
- Kate Dickie como Katherine
- Harvey Scrimshaw como Caleb
- Ellie Grainger como Mercy
- Lucas Dawson como Jonas
- Julian Richings como el gobernador
- Bathsheba Garnett como la bruja
- Sarah Stephens como una joven bruja
- Charlie como Black Phillip (forma de cabra)[8]
- Daniel Malik como Black Phillip (voz, forma humana)
- Axtun Henry Dube y Athan Conrad Dube como Samuel

## Producción
Robert Eggers se inspiró para escribir su película en su fascinación con las brujas cuando era niño y las frecuentes excursiones de la escuela a la plantación Plimoth. Después de presentar sin éxito películas que eran "demasiado raras, demasiado oscuras", Eggers se dio cuenta de que tendría que hacer una película más convencional. 
Dijo: "Si voy a hacer una película, tiene que ser personal y tiene que ser buena".
El equipo de producción trabajó extensamente con museos británicos y estadounidenses, así como consultas a expertos en agricultura británica del siglo XVII. Eggers también quería la mayor precisión histórica posible en el decorado, y por tanto contrató a un techador y un carpintero artesanos con experiencia en construcción al estilo de la época.
Eggers quería filmar la película en una localización en Nueva Inglaterra, pero la falta de incentivos fiscales los obligó a filmar en Canadá. Tuvieron que salir del mapa, y finalmente encontraron una localización (Kiosk, en Ontario) extremadamente remota. Eggers dijo al respecto que el pueblo más cercano quedaba tan lejos que "hizo que Nueva Hampshire pareciera una metrópoli".
El casting se llevó a cabo en Inglaterra, ya que Eggers quería acentos auténticos para representar a una familia británica recién llegada a Plymouth. 
Para mantener el aspecto auténtico, Eggers filmó "solo con luz natural y en interiores, la única iluminación eran velas". La diseñadora de vestuario Linda Muir consultó libros especializados en la moda de la época y solo empleó lana, lino y cáñamo. Un grupo de bailarinas de Butō interpretó al aquelarre de brujas final, creando su propia coreografía. El director también eligió la ortografía para el título de la película como "The VVitch" (con dos v en lugar de una w) en la secuencia de entrada y carteles, afirmando que encontró esa ortografía en un panfleto del período jacobino sobre brujería y en otros textos de la época.

## Lanzamiento
The Witch tuvo su estreno mundial en el Festival de Cine de Sundance, el 27 de enero de 2015. La película también fue proyectada en el Festival Internacional de Cine de Toronto, el 18 de septiembre de 2015.
A24 y DirecTV adquirieron los derechos de distribución de la película. La cinta recibió reacciones muy positivas, así que el estudio decidió darle un estreno internacional. En Estados Unidos la película se estrenó el 19 de febrero de 2016.

### Premios y nominaciones
| Lista de premios y nominaciones               | Lista de premios y nominaciones | Lista de premios y nominaciones           | Lista de premios y nominaciones              | Lista de premios y nominaciones | Lista de premios y nominaciones |
| Premiación                                    | Fecha de ceremonia              | Categoría                                 | Nominado(s)                                  | Resultado                       | Ref(s)                          |
| --------------------------------------------- | ------------------------------- | ----------------------------------------- | -------------------------------------------- | ------------------------------- | ------------------------------- |
| Austin Film Critics Association               | 28 de diciembre de 2016         | Best First Film                           | The Witch                                    | Ganadora                        | [ 17 ] [ 18 ]                   |
| Austin Film Critics Association               | 28 de diciembre de 2016         | Breakthrough Artist Award                 | Anya Taylor-Joy                              | Nominada                        | [ 17 ] [ 18 ]                   |
| Boston Society of Film Critics                | 11 de diciembre de 2016         | Best New Filmmaker                        | Robert Eggers                                | Ganador                         | [ 19 ]                          |
| Bram Stoker Awards                            | 29 de abril de 2017             | Superior Achievement in a Screenplay      | Robert Eggers                                | Ganadora                        | [ 20 ]                          |
| Chicago Film Critics Association              | 15 de diciembre de 2016         | Best Art Direction                        | The Witch                                    | Nominada                        | [ 21 ]                          |
| Chicago Film Critics Association              | 15 de diciembre de 2016         | Most Promising Filmmaker                  | Robert Eggers                                | Ganador                         | [ 21 ]                          |
| Critics Choice Awards                         | 11 de diciembre de 2016         | Best Sci-Fi/Horror Movie                  | The Witch                                    | Nominada                        | [ 22 ]                          |
| Empire Awards                                 | 19 de marzo de 2017             | Best Horror                               | The Witch                                    | Ganadora                        | [ 23 ]                          |
| Empire Awards                                 | 19 de marzo de 2017             | Best Female Newcomer                      | Anya Taylor-Joy                              | Ganadora                        | [ 23 ]                          |
| Fangoria Chainsaw Awards                      | 2 de octubre de 2017            | Best Film                                 | The Witch                                    | Ganadora                        | [ 24 ]                          |
| Fangoria Chainsaw Awards                      | 2 de octubre de 2017            | Best Actress                              | Anya Taylor-Joy                              | Ganadora                        | [ 24 ]                          |
| Fangoria Chainsaw Awards                      | 2 de octubre de 2017            | Best Supporting Actor                     | Ralph Ineson                                 | Nominado                        | [ 24 ]                          |
| Fangoria Chainsaw Awards                      | 2 de octubre de 2017            | Best Score                                | Mark Korven                                  | Nominado                        | [ 24 ]                          |
| Golden Tomato Awards                          | 12 de enero de 2017             | Best Horror Movie 2016                    | The Witch                                    | Ganadora                        | [ 25 ]                          |
| Golden Trailer Awards                         | 4 de mayo de 2016               | Best Horror                               | "Family"                                     | Ganadora                        | [ 26 ]                          |
| Golden Trailer Awards                         | 4 de mayo de 2016               | Best Horror TV Spot                       | "Life"                                       | Nominado                        | [ 26 ]                          |
| Golden Trailer Awards                         | 4 de mayo de 2016               | Best Sound Editing in a TV Spot           | "Paranoia"                                   | Ganadora                        | [ 26 ]                          |
| Gotham Awards                                 | 28 de noviembre de 2016         | Breakthrough Actor                        | Anya Taylor-Joy                              | Ganadora                        | [ 27 ]                          |
| Gotham Awards                                 | 28 de noviembre de 2016         | Bingham Ray Breakthrough Director Award   | Robert Eggers                                | Nominado                        | [ 27 ]                          |
| Independent Spirit Awards                     | 25 de febrero de 2017           | Best First Screenplay                     | Robert Eggers                                | Ganador                         | [ 28 ]                          |
| Independent Spirit Awards                     | 25 de febrero de 2017           | Best First Feature                        | The Witch                                    | Ganadora                        | [ 28 ]                          |
| London Film Critics' Circle                   | 22 de enero de 2017             | Young British/Irish Performer of the Year | Anya Taylor-Joy (también por Morgan y Split) | Nominada                        | [ 29 ]                          |
| London Film Festival                          | 18 de octubre de 2015           | Sutherland Award                          | Robert Eggers                                | Ganador                         | [ 30 ]                          |
| New York Film Critics Online                  | 11 de diciembre de 2016         | Best Debut Director                       | Robert Eggers                                | Ganador                         | [ 31 ]                          |
| Online Film Critics Society                   | 3 de enero de 2017              | Best Picture                              | The Witch                                    | Nominada                        | [ 32 ]                          |
| San Diego Film Critics Society                | 12 de diciembre de 2016         | Breakthrough Artist                       | Anya Taylor-Joy                              | Nominada                        | [ 33 ] [ 34 ]                   |
| San Francisco Film Critics Circle             | 11 de diciembre de 2016         | Best Production Design                    | Craig Lathrop                                | Nominada                        | [ 35 ] [ 36 ]                   |
| Saturn Awards                                 | 28 de junio de 2017             | Best Horror Film                          | The Witch                                    | Nominada                        | [ 37 ]                          |
| Saturn Awards                                 | 28 de junio de 2017             | Best Performance by a Younger Actor       | Anya Taylor-Joy                              | Nominada                        | [ 37 ]                          |
| St. Louis Gateway Film Critics Association    | 18 de diciembre de 2016         | Best Horror/Science-Fiction Film          | The Witch                                    | Ganadora                        | [ 38 ]                          |
| Sundance Film Festival                        | 1 de febrero de 2015            | Directing Award                           | Robert Eggers                                | Ganador                         | [ 39 ]                          |
| Sundance Film Festival                        | 1 de febrero de 2015            | Grand Jury Prize                          | Robert Eggers                                | Nominado                        | [ 39 ]                          |
| Toronto Film Critics Association              | 11 de diciembre de 2016         | Best First Feature                        | The Witch                                    | Ganadora                        | [ 40 ]                          |
| Washington D.C. Area Film Critics Association | 5 de diciembre de 2016          | Best Youth Performance                    | Anya Taylor-Joy                              | Nominada                        | [ 41 ]                          |
| Washington D.C. Area Film Critics Association | 5 de diciembre de 2016          | Best Art Direction                        | Craig Lathrop                                | Nominado                        | [ 41 ]                          |

## Recepción

### Taquilla
The Witch recaudó $25.1 millones de dólares en Estados Unidos y Canadá y $15.3 millones en otros territorios para un total mundial de $40.4 millones de dólares.
En América del Norte, antes de estrenarse se sugirió que la película recaudaría entre $5 y 7 millones en 2.046 salas de cine en su fin de semana de apertura, superando al filme recién llegado Risen (que logró entre $7 y 12 millones en proyecciones) pero similar a la apertura de Race (entre $4 y 7 millones en proyecciones). La película recaudó $ 3.3 millones de dólares en su primer día y $ 8.8 millones en su primer fin de semana, terminando en cuarto lugar detrás de Deadpool ($56.5 millones), Kung Fu Panda 3 ($12.5 millones) y Risen ($11.8 millones).

### Críticas
En el sitio web especializado Rotten Tomatoes la película posee una aprobación de 90%, basada en 335 reseñas, con una calificación de 7.8/10. El consenso crítico del sitio afirma: "Tan estimulante como visualmente convincente, The Witch ofrece un ejercicio profundamente inquietante en el horror de construcción lenta que sugiere grandes cosas en el debut del escritor y director Robert Eggers." En Metacritic se le da a la película un puntaje de 83 de 100, basado en 46 críticos, lo que indica "aclamación universal". Las audiencias encuestadas por CinemaScore dieron a la película una calificación promedio de "C" en una escala de A+ a F.